# مهرجان كان السينمائي 1990
مهرجان كان السينمائي لعام 1990 هو الدورة الـ43 للمهرجان عقد في 10 إلى 21 مايو من عام 1990، وحصل فيلم «وايلد ات هارت» للمخرج الأمريكي ديفيد لينش على السعفة الذهبية.